# 耿世民
耿世民（1929年11月28日—2012年12月17日），江苏省徐州市铜山县人，中国古突厥语文学家。中央民族大学哈萨克语言文学系、维吾尔语言文学系教授。

## 生平
儿时就读于徐州少华街小学，后转入私立光启小学，抗战胜利后，从国立二十一中回到了徐州昕昕中学，1949年考入北京大学东方学系，就读于维吾尔语科。1952年全国高校院系调整，转入中央民族学院，1953年毕业留校任教。在校期间，对俄语、德语、日语、阿塞拜疆语和土耳其语进行了研习。并且在学校政治活动如反霸、减租和土改等时前往哈萨克人居住区，学习哈萨克语。
1953年他创办中国高校的哈萨克语专业，开办了第一个哈萨克语本科专业班。1956年，判断出阿勒泰地区布尔津县的一小部分蒙古人所操语言是一种属于古代突厥语的图瓦语。1976年，主持开办了中国第一个古代突厥—回鹘语专业班。1978年后，到1990年代，他又去甘肃、青海等地调查，研究了裕固语和撒拉语。1992年，德国洪堡基金会授予他洪堡研究奖。2000年，世界阿尔泰学学术机构国际阿尔泰学常设会议（PIAC）将印第安纳大学阿尔泰研究奖颁给了耿世民先生。他一生中最主要的成就是对古代鄂尔浑——叶尼塞突厥语和回鹘语的考释研究。
2012年，耿世民在北京逝世。

## 出版物
教材包括《古代突厥—回鹘语教材》（共八册，包括《古代突厥文碑铭选读》1册、《回鹘文献选读》2册、《黑汗王朝时期文献选读》3册、《总词汇》1册、《古代突厥—回鹘语文献语法》1册）等共五种，用汉、英、德等种语言文字出版了《维吾尔古代文化和文献概论》、《敦煌突厥回鹘文书导论》等专著24部，翻译出版世界著名学者用法、德、英、日、俄、古代突厥等语言撰写的《高地亚洲》（〔法〕伯希和）、《中亚突厥史十二讲》（〔前苏〕巴尔托里德）等著作14部（篇）；用汉语、维吾尔语及英、法、德、日等文字发表《回鹘文亦都护高昌王世勋碑研究》、《回鹘文（八十华严）残经研究》等论文183多篇，另有新书短评和学界动态、通讯报道等二十六篇。